# エレーナ・エジョワ
エレーナ・エジョワ（ロシア語: Ежова, Елена Игоревна、ラテン文字転写: Elena Ezhova、1977年8月14日 - ）は、ロシアの元女子バレーボール選手。ポジションはリベロ。元ロシア代表。

## 来歴
- クラブチーム

ウクライナのメリトポリ出身。1983年、メリトポリ青少年スポーツ学校にてバレーボールをはじめた。1996年、MGFSO Moscowへ入団。2002/03シーズンにUniversitet-Tekhnolog Belgorodへ移籍し、ロシアスーパーリーグで準優勝した。2003/04シーズンから2年間はディナモ・カザンでプレーした。2006/07シーズンからはディナモ・モスクワと契約し、ロシアスーパーリーグで優勝2回、準優勝2回の成績を残した。2006/07、2008/09シーズンの欧州チャンピオンズリーグでは銀メダルを獲得した。2010/11シーズンはディナモ・クラスノダールでプレーした。2011/12シーズンは再びディナモ・カザンへ移籍し、ロシアスーパーリーグで優勝、欧州チャンピオンズリーグで3位となった。2012/13シーズンはディナモ・モスクワでプレーし、ロシアスーパーリーグで準優勝した。また、ロシアカップではベストリベロ賞を受賞した。2014/15シーズンはディナモ・カザンと再契約し、ロシアスーパーリーグで優勝、世界クラブ選手権で金メダルを獲得した。2018/19シーズンにDinamo-UORでのプレーを最後に現役を引退した。
- 代表チーム

2016年、39歳のときロシア代表に初選出され、同年1月のリオ五輪欧州大陸予選に出場しデビューした。同年6-7月のワールドグランプリに出場した。同年8月のリオ五輪にはレシーバーとして選出された。

## 球歴
- オリンピック - 2016年
- ワールドグランプリ - 2016年

## 所属クラブ
- MGFSO Moscow（1996-2002年）
- Universitet-Tekhnolog Belgorod（2002-2003年）
- ディナモ・カザン（2003-2005年）
- ディナモ・モスクワ（2006-2010年）
- ディナモ・クラスノダール（2010-2011年）
- ディナモ・カザン（2011-2012年）
- ディナモ・モスクワ（2012-2013年）
- Fakel Novy Urengoy（2013-2014年）
- ディナモ・カザン（2014-2018年）
- Dinamo-UOR（2018-2019年）